# Astana Fýtbol Klýby 2013
Questa voce raccoglie le informazioni riguardanti l'Astana Fwtbol Klwbı nelle competizioni ufficiali della stagione 2013.

## Stagione
Annata fallimentare dell'Astana, che partecipa a quattro competizioni diverse.
In campionato la società termina al secondo posto, perdendo la Supercoppa nazionale (3-2 contro lo Shakhter Karagandy) e facendosi eliminare in coppa (dopo il 4-0 al Vostok Öskemen è lo stesso Shakhter a eliminare il club per 1-2).
In Europa League, il cammino dei kazaki è breve: dopo due partite i rivali del Botev Plovdiv passando al turno seguente con un netto 6-0.

## Rosa
| N. |                               | Ruolo | Calciatore         |
| -- | ----------------------------- | ----- | ------------------ |
| 1  | Serbia (bandiera)             | P     | Nenad Erić         |
| 3  | Kazakistan (bandiera)         | C     | Valeri Korobkin    |
| 4  | Kazakistan (bandiera)         | D     | Ïgor' Pïkalkïn     |
| 5  | Kazakistan (bandiera)         | D     | Kirill Pasichnik   |
| 6  | Kazakistan (bandiera)         | D     | Qairat Nūrdäuletov |
| 8  | Ucraina (bandiera)            | D     | Viktor Dmitrenko   |
| 9  | Kazakistan (bandiera)         | A     | Sergeý Ostapenko   |
| 10 | Rep. Centrafricana (bandiera) | C     | Foxi Kéthévoama    |
| 12 | Bielorussia (bandiera)        | C     | Renan Bressan      |
| 13 | Moldavia (bandiera)           | C     | Igor Țîgîrlaș      |
| 15 | Kazakistan (bandiera)         | D     | Abzal Beýsebekov   |

| N. |                               | Ruolo | Calciatore           |
| -- | ----------------------------- | ----- | -------------------- |
| 16 | Kazakistan (bandiera)         | D     | Yevgeni Goryachi     |
| 17 | Kazakistan (bandiera)         | A     | Tanat Nuserbaev      |
| 18 | Kazakistan (bandiera)         | P     | Vladïmïr Logïnovskïý |
| 20 | Montenegro (bandiera)         | C     | Damir Kojašević      |
| 22 | Kazakistan (bandiera)         | C     | Marat Shahmetov      |
| 23 | Kazakistan (bandiera)         | C     | Marat Shahmetov      |
| 24 | Kazakistan (bandiera)         | P     | Denis Tolebayev      |
| 26 | Brasile (bandiera)            | D     | Zelão                |
| 28 | Macedonia del Nord (bandiera) | A     | Filip Ivanovski      |
| 30 | Kazakistan (bandiera)         | D     | Nurtas Kwrgwlïn      |
| 88 | Kazakistan (bandiera)         | C     | Rinat Khairullin     |